# Andy Black (calciatore)
Andrew Black detto Andy (Stirling, 23 settembre 1917 – 16 ottobre 1989) è stato un calciatore scozzese, di ruolo attaccante.

## Carriera

### Club
Ha giocato dal 1934 al 1946 con gli Hearts, salvo una brevesi con il Liverpool.
Dal 1946 al 1950 ha giocato nel Manchester City.
Ha giocato le ultime tre stagioni della sua ventennale carriera con lo Stockport County

### Nazionale
Tra il 1937 e il 1938 ha giocato tre partite con la nazionale scozzese, mettendo a segno una rete in ciascun incontro.

## Palmarès

### Club

#### Competizioni nazionali
- Second Division: 1

Manchester City: 1946-1947

### Individuale
- Capocannoniere della Scottish First Division: 1

1937-1938 (40 gol)